# George Horace Lorimer
Pour les articles homonymes, voir Lorimer.
George Horace Lorimer (6 octobre 1867 - 22 octobre 1937) est un journaliste et écrivain américain.  Il est principalement connu en tant que rédacteur en chef du Saturday Evening Post. Durant son règne éditorial, le Post accroît son tirage, passant de quelques milliers d'exemplaires à plus d'un million. Il est crédité de la découverte et du lancement d'un nombre important d'écrivains américains dont par exemple, Jack London.

## Biographie
Lorimer est né à Louisville, dans le Kentucky, il est le fils du révérend George C. Lorimer et de Belle Burford Lorimer. Il étudie au Moseley High School de Chicago, au Colby College, et à l'université de Yale. En 1899 il devient le rédacteur en chef du Saturday Evening Post, et reste en fonction jusqu'à la fin de  1936, soit un an avant sa mort d'un cancer de la gorge. Il occupa aussi les fonctions d'administrateur, vice-président et président de Curtis Publishing Company, éditeur du Post.

## Livres
Au début des années 1900 Lorimer a écrit plusieurs ouvrages, dont :
- Letters from a Self-Made Merchant to His Son. Being the Letters written by John Graham, Head of the House of Graham & Company, Pork-Packers in Chicago, familiarly known on 'Change as « Old Gorgon Graham », to his Son, Pierrepont, facetiously known to his intimates as « Piggy », Boston, Small, Maynard & Company, octobre 1902 - roman épistolaire satirique sur un personnage fictionnel inspiré des patrons du « Meat Market » à l'époque du Gilded Age[5].
- Sa suite : Old Gorgon Graham; More Letters from a Self-Made Merchant to His Son, New York, Doubleday, 1904 - édition illustrée par F. R. Gruger et Martin Justice[6].
- The False Gods, New York, D. Appleton and Company, 1906[7].

## Patrimoine
La vaste propriété de Lorimer à Wyncote en Pennsylvanie, est devenu, par legs, le campus d'Ancillae Assumpta Academy. Une partie du parc public de Lorimer Park (soit 0,86 km2 sur 213 acres), localisé à Abington Township, Pennsylvanie, est également un legs de la famille Lorimer aux habitants du Comté de Montgomery.